# Riccardo Giacconi
Riccardo Giacconi (Gènova, Itàlia, 1931 – 9 de desembre de 2018) fou un astrofísic i professor universitari estatunidenc d'origen italià, guardonat amb el Premi Nobel de Física l'any 2002.

## Biografia
Va néixer el 6 d'octubre de 1931 a la ciutat italiana de Gènova, tot i que de ben petit es traslladà a la ciutat de Milà. Va estudiar física a la Universitat de Milà, on es doctorà el 1954 i en fou professor ajudant fins al 1956. Aquell any es traslladà als Estats Units l'any 1973 professor d'astronomia a la Universitat Harvard, càrrec que ocupà fins al 1982. Entre 1991 i 1999 fou professor de física a la Universitat de Milà.

## Recerca científica
Interessat en l'astrofísica la seva recerca s'encaminà a detectar les fonts còsmiques de raigs X mitjançant la utilització de radiotelescopis.
L'any 2002 fou guardonat amb la meitat del Premi Nobel de Física per les seves contribucions, pioneres, en l'astrofísica, en particular en descobriment de fonts còsmiques de raigs X. L'altra meitat del premi recaigué en els físics Raymond Davis i Masatoshi Koshiba per les seves contribucions en la detecció de neutrins còsmics.
Entre 1993 i 1999 fou Director General de l'Observatori Europeu Austral (ESO) i actualment és investigador de l'observatori de raigs X Chandra, observatori espacial creat per la NASA l'any 1999.

## Reconeixements
En honor seu s'anomenà l'asteroide (3371) Giacconi descobert el 14 de setembre de 1955 per la Universitat d'Indiana.